# Rue Léon Lepage

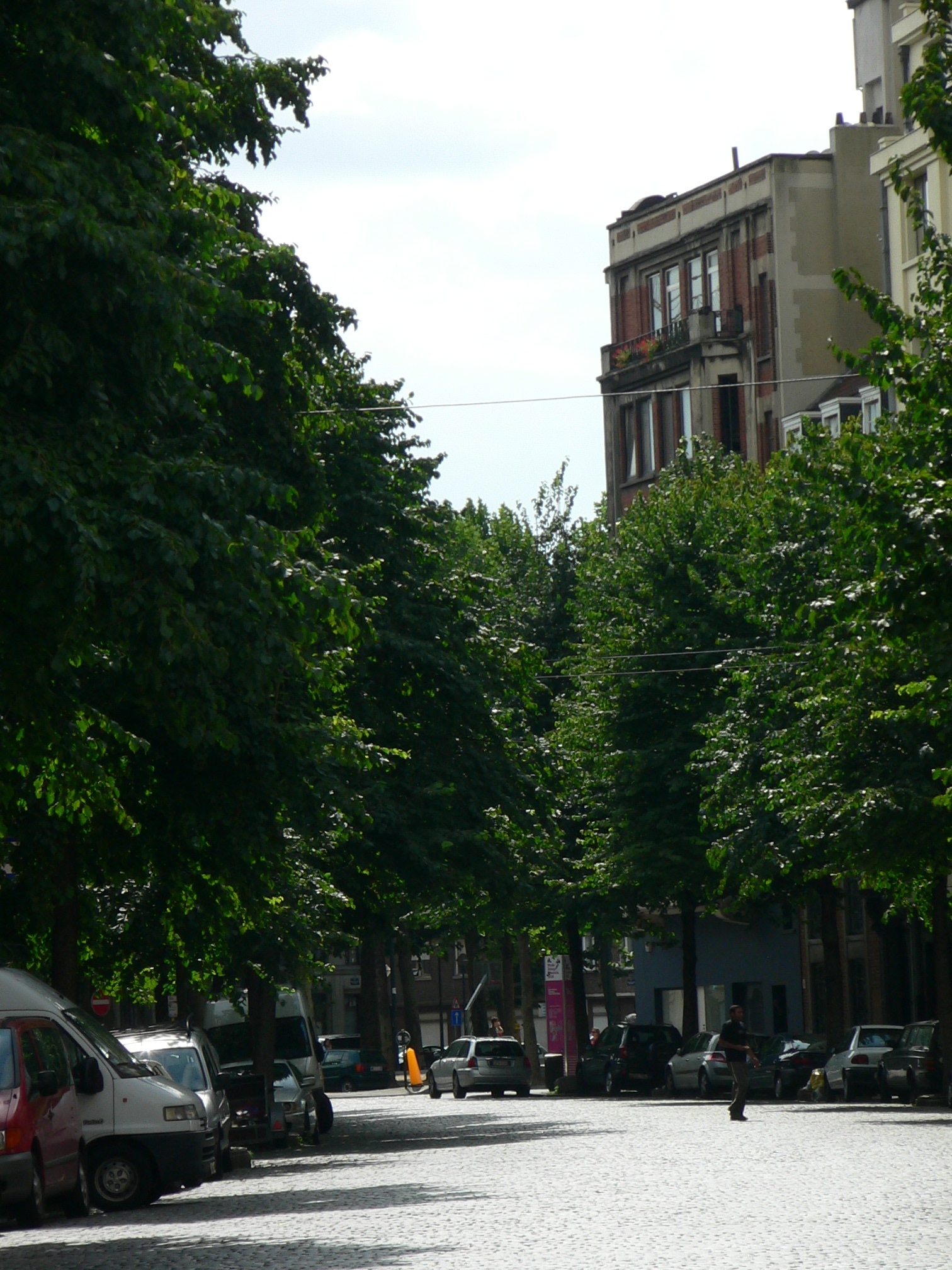
Rue Léon Lepage

La rue Léon Lepage (en néerlandais: Léon Lepagestraat) est située dans le quartier de la Senne de la ville de Bruxelles.
Il s'agit d'une rue large et légèrement incurvée tracée en 1911, en même temps que la rue Antoine Dansaert, pour faciliter la communication entre la Bourse et les communes de l'ouest de Bruxelles. Elle doit son nom à Léon Lepage, qui fut échevin de l'Instruction publique de la ville de Bruxelles de 1895 à 1909, avocat et une personnalité de la Franc-maçonnerie bruxelloise.
Cette rue est, depuis les années 1990, une rue en pleine gentrification, un phénomène sociologique concernant des gens relativement aisés qui « découvrent » un quartier offrant des logements d'un rapport qualité-prix intéressant et décident d'y migrer. De tels quartiers sont nécessairement bien situés par rapport au centre-ville, à certains attraits naturels ou à des pôles générateurs d'emplois. Le quartier attire de nouveaux commerces de textile de mode belge (comme Jean-Paul Knott) ou d'ameublement et de design (comme D.A.M. Spazio, Christophe Coppens ou Camille Belgian Creation) : cette effervescence pour un certain goût du luxe attire de nouveaux habitants, majoritairement des jeunes Flamands célibataires. Il s'ensuit une spéculation immobilière repoussant les habitants plus fragilisés vers d'autres quartiers populaires de la ville. La demande de logements dans ce quartier est souvent liée à du logement de type loft.
On trouve, à la hauteur de cette rue, l'une des plus belles impasses de Bruxelles, l'impasse de la Cigogne.

## Accès
| ___ | Ce site est desservi par la station de métro : Sainte-Catherine. |